# 幽梦影
《幽梦影》，清初文学家张潮著的随笔体格言小品文集，全文共219則。民国二十五年（1936年），文学家章衣萍在徽州用重金购买了同乡张潮的《幽梦影》抄本，林语堂看后也很喜欢这本书。随后章衣萍将此书校點后交上海中央书店出版社出版。
其實之前千秋出版社曾經出版史天行注解的《幽梦影》。

## 内容
该书思想开阔，眼光独到，能从平淡无奇中发掘细微之美。主要讲述了修身养性、为人处世、风花雪月、山水园林、读书论文、世态人情等方面。在寫作藝術與修辭手法上，則富於想像聯想，善用比喻與排比、對偶等技巧。

## 评价
- 章衣萍：“才子之书，亦大思想家之书也”。[1]
- 周作人：“那样的旧，又是那样的新”。[1]
- 林語堂：“文人的格言”。

## 版本
- 幽梦影 二卷 (线装刻本)（清）张潮撰
- 幽梦影  二卷 (线装)（清）张潮撰 啸园丛书 (清)光绪元年（1875年）。
- 幽梦影 (线装) （清）张潮撰 晨风阁丛书甲集 (清)光绪三十四年(1908)
- 幽梦影 二卷 (线装) （清）张潮撰 铅印本 上海 国学扶轮社，清宣统3年(1911年) (古今说部丛书. 第六集)
- 《幽梦影》，张潮 (清朝)著，阚铎校，校者印，1919年。
- 幽梦影 张心斋，史天行 千秋出版社 民国二十五年四月1936年4月。
- 幽梦影；张潮散记 著者张潮（张心斋），章衣萍 上海 中央书店 民国二十五年八月[1936.8]  国学珍本文库 第一集；第十种

## 书目
- 《幽梦影》（清） 张潮著  段干木明译注  ISBN 978-7-80630-700-7
- 《幽梦影》（清） 张潮著  ISBN 9577630575

## 英译本
《幽梦影》一书有林语堂中英对照翻译本。